# Camille Claudel (filme)
Camille Claudel (prt: A Paixão de Camille Claudel; bra: Camille Claudel) é um filme francês de 1988, do gênero drama biográfico, dirigido por Bruno Nuytten, com roteiro dele e Marilyn Goldin baseado na biografia de Camille, escrita por sua sobrinha-neta Reine-Marie Paris.

## Prêmios e indicações
| Prêmio/evento           | Categoria                          | Recipiente       | Resultado                   |
| ----------------------- | ---------------------------------- | ---------------- | --------------------------- |
| Oscar 1990              | Melhor atriz                       | Isabelle Adjani  | Indicado                    |
| Oscar 1990              | Melhor filme em língua estrangeira |                  | Indicado                    |
| Festival de Berlim 1989 | Melhor atriz (Urso de Prata)       | Isabelle Adjani  | Venceu[carece de fontes?]   |
| Festival de Berlim 1989 | Melhor filme (Urso de Ouro)        |                  | Indicado[carece de fontes?] |
| César 1989              | Melhor filme                       |                  | Venceu[carece de fontes?]   |
| César 1989              | Melhor atriz                       | Isabelle Adjani  | Venceu[carece de fontes?]   |
| César 1989              | Melhor fotografia                  |                  | Venceu[carece de fontes?]   |
| César 1989              | Melhor figurino                    |                  | Venceu[carece de fontes?]   |
| César 1989              | Melhor edição                      |                  | Venceu[carece de fontes?]   |
| César 1989              | Melhor trilha sonora               | Gabriel Yared    | Venceu[carece de fontes?]   |
| César 1989              | Melhor direção de arte             |                  | Venceu[carece de fontes?]   |
| César 1989              | Melhor ator                        | Gérard Depardieu | Indicado[carece de fontes?] |
| César 1989              | Melhor filme de estreia            |                  | Indicado[carece de fontes?] |
| César 1989              | Melhor som                         |                  | Indicado[carece de fontes?] |
| César 1989              | Melhor ator coadjuvante            | Alain Cuny       | Indicado[carece de fontes?] |
| César 1989              | Ator revelação                     | Laurent Grévill  | Indicado[carece de fontes?] |
| Globo de Ouro 1990      | Melhor filme estrangeiro           |                  | Indicado                    |

## Elenco
- Isabelle Adjani .... Camille Claudel
- Gérard Depardieu .... Auguste Rodin
- Laurent Grévill .... Paul Claudel
- Alain Cuny .... Louis-Prosper Claudel
- Madeleine Robinson .... Louise-Athanaise Claudel
- Katrine Boorman .... Jessie Lipscomb
- Daniéle Lebrun .... Rose Beuret
- Aurelle Doazan .... Louise Claudel
- Madeleine Marie .... Victoire
- Maxime Leroux .... Claude Debussy
- Philippe Clévenot .... Eugène Blot
- Roger Planchon .... Morhardt
- Flaminio Corcos .... Schwob
- Roch Leibovici .... P'tit Louis
- Gérard Darier .... Marcel

## Sinopse
Em Paris, em 1885, a jovem escultora Camille Claudel entra em conflito com a sua família burguesa ao tornar-se aprendiz e ,depois, assistente do famoso Auguste Rodin. Quando ela se transforma em amante do mestre (que já é casado), cai em desgraça junto à sociedade parisiense, embora tenha amigos do porte do compositor Claude Debussy.
Depois de quinze anos de tortuoso relacionamento com Rodin, Camille rompe o romance e mergulha cada vez mais na solidão e na loucura. Por iniciativa de seu irmão mais novo, o escritor Paul Claudel, é internada em 1913 num manicômio.